# Lepidium obtusum
Lepidium obtusum là một loài thực vật có hoa trong họ Cải. Loài này được Basiner mô tả khoa học đầu tiên năm 1844.